# Michael Welte

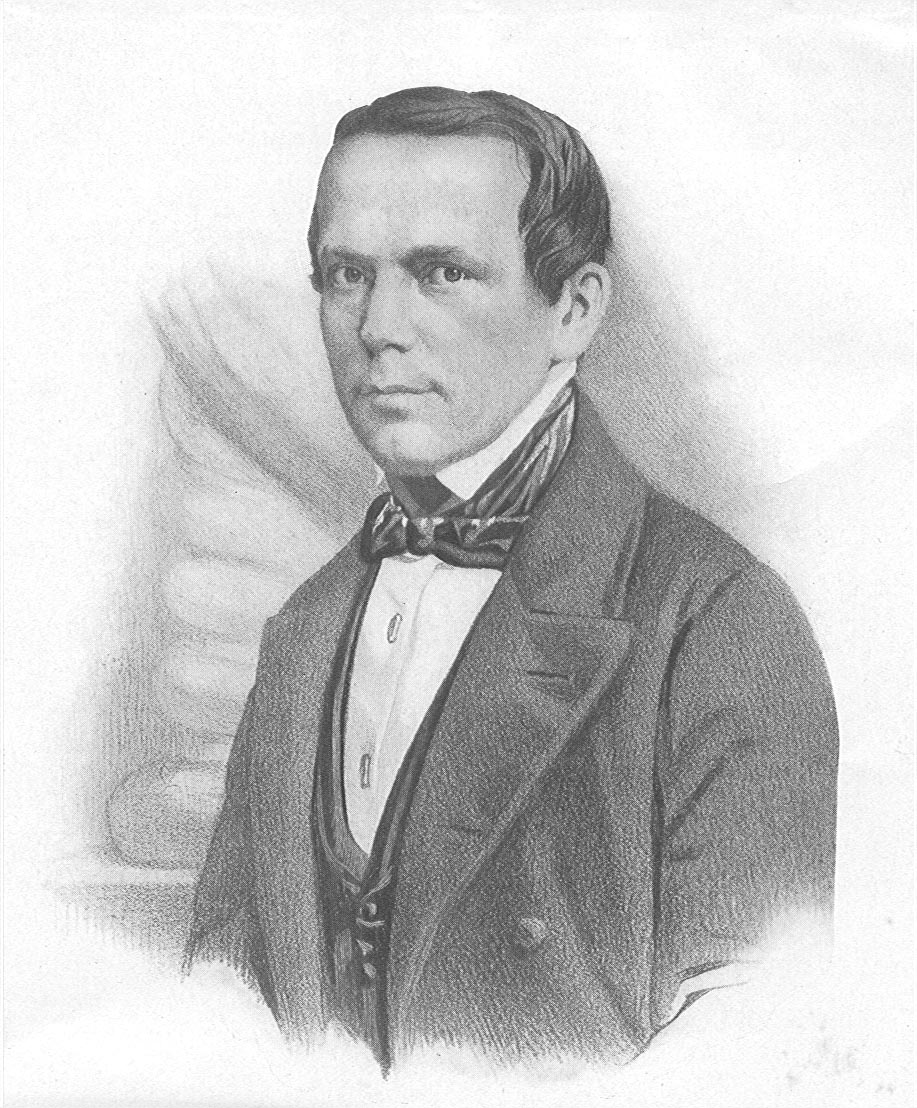
Michael Welte (1807–1880)

Michael Welte (* 28. September 1807 in Vöhrenbach im Schwarzwald; † 17. Januar 1880 in Freiburg im Breisgau) war ein deutscher Uhrmacher und Spieluhrmacher (Flötenuhrenmacher) und Erbauer weiterer mechanischer Musikautomaten. Er begründete das Unternehmen M. Welte & Söhne.

## Leben
Als Sohn eines Weißgerbers geboren und in Vöhrenbach aufgewachsen, wurde Michael Welte nach dem Besuch der Volksschule von einem Onkel, einem katholischen Priester, vor allem in Mathematik und Musik weiter unterrichtet. 1824 begann Michael Welte eine fünfjährige Lehre als Spieluhrenmacher bei Joseph Blessing in Unterkirnach bei Villingen. Mit 24 Jahren machte er sich 1832 im elterlichen Haus in Vöhrenbach selbstständig. Er arbeitete zeitweise mit seinem acht Jahre älteren Bruder Valentin (1799–1876) zusammen, der Betrieb nannte sich bis etwa 1845 Gebrüder Welte.
Seine Flötenuhren wurden im Laufe der Jahre größer und perfekter. Bald hatte er ein großes Renommee erworben, da seine Spielwerke von höchster musikalischer und technischer Qualität waren. Er exportierte einen Großteil seiner Werke nach Russland, aber auch nach Frankreich, England und in die USA. Mit wachsendem Erfolg wagte er sich an immer größere Musikwerke, die mit den ursprünglichen Flötenuhren nicht mehr viel gemeinsam hatten. Seit etwa 1840 bekam Welte vor allem Aufträge für Musikwerke nach Russland, für Kunden aus Sankt Petersburg, Moskau und Odessa.
Michael Welte starb im Januar 1880 im Alter von 72 Jahren in Freiburg im Breisgau.

## Werk

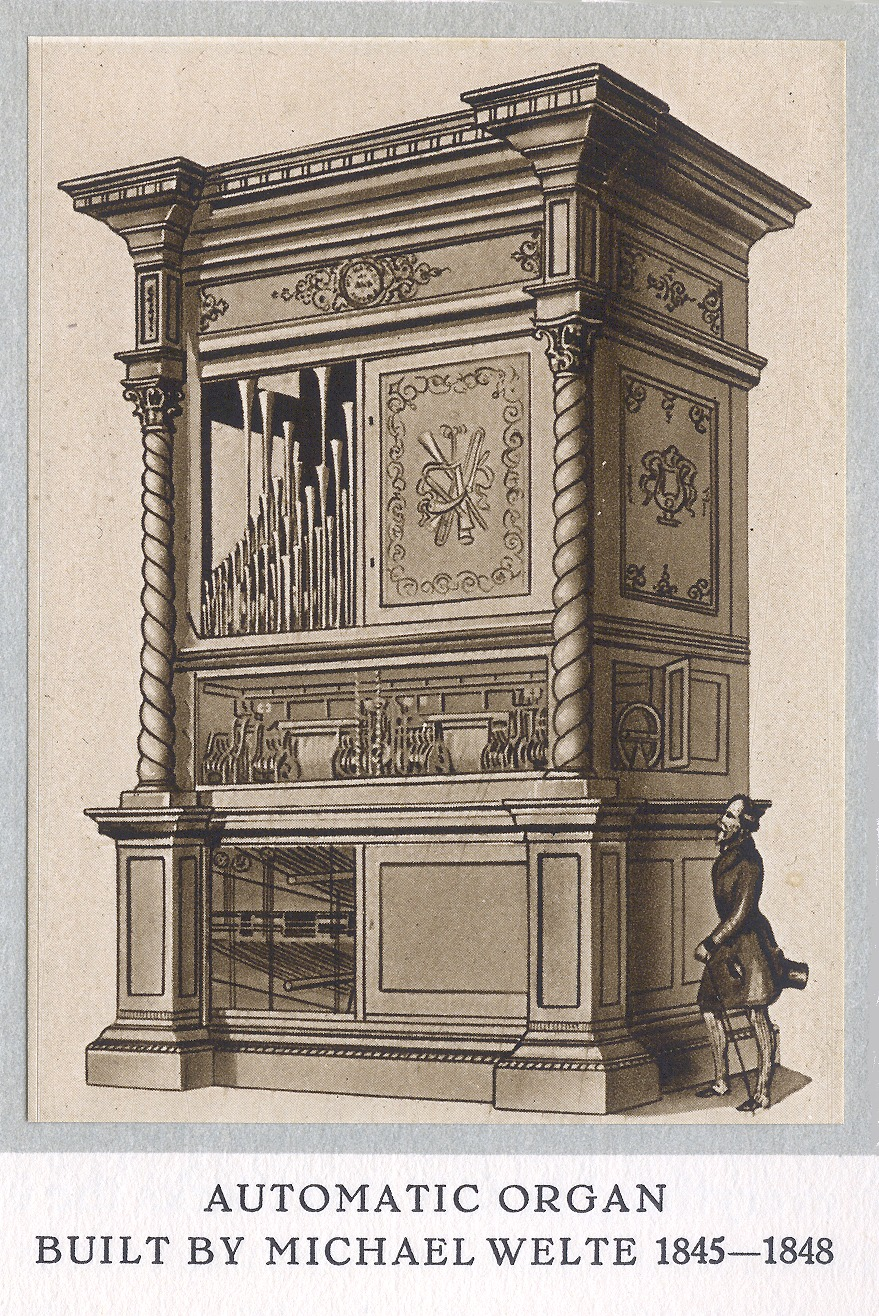
Orchestrion von Michael Welte, erbaut 1845–1848

Im Jahr 1846 erhielt er den Auftrag, ein Instrument für einen Herrn Stratz aus Odessa zu bauen. Dieses erste Orchestrion von Welte sollte alle Orchesterstimmen wiedergeben und enthielt um die 1100 Pfeifen. Auf Veranlassung der Großherzoglich Badischen Polytechnischen Schule zu Karlsruhe wurde es im Gartensaal der Museumsgesellschaft Karlsruhe vom 23. und 24. März 1849 ausgestellt. Dieses Ereignis zog viele tausend Besucher an, die das Instrument als Sensation bestaunten, auch die musikalischen Fachkreise zollten dem Instrument ihre Bewunderung. Wegen des großen Zuspruches wurden diese „Orchestrion-Konzerte“ in der Folge täglich und über Wochen bis Ende April veranstaltet. Welte hatte es fertiggebracht, mit diesem Instrument komplexeste Musikstücke wie das Große Konzert in f-Moll von Carl Maria von Weber und dessen Jubel-Ouvertüre zu spielen. Weitere Stücke waren die Ouvertüren aus den Opern Norma, Zampa, Fra Diavolo und Wilhelm Tell sowie Auszüge aus der Schöpfung von Joseph Haydn, die in die hölzernen Stiftwalzen einprogrammiert waren. Großherzog Leopold von Baden verlieh Michael Welte die Goldene Medaille für Kunst. Anschließend wurde das Instrument von Welte selbst nach Odessa gebracht. Er begann 1856 mit der Fertigung eines Instrumentes für den späteren Großherzog Friedrich von Baden, dessen Bau 33 Monate dauerte. Der Großherzog sandte das für ihn gefertigte Instrument auf die Weltausstellung London 1862, die London International Exhibition on Industry and Art, wo es ständig vorgeführt wurde. Welte errang mit diesem Orchestrion eine Preismedaille, die hervorragenden musikalischen Qualitäten des Instrumentes trugen wesentlich zum Ruhm seiner Firma bei.

## Werdegang der Firma
Weltes Söhne traten 1865 in das Unternehmen ein, das jetzt unter dem Namen M. Welte & Söhne firmierte. Der älteste Sohn Emil Welte ging 1865/1866 nach New York, wo er die Firma M. Welte & Sons als Niederlassung gründete. Der zweite Sohn Berthold Welte übernahm die Leitung des Unternehmens, sein Bruder Michael Welte jr. war als Techniker tätig. Im Jahr 1872 zog das Unternehmen aus dem abgelegenen Vöhrenbach nach Freiburg im Breisgau in das neuerschlossene Gewerbegebiet beim späteren Hauptbahnhof im Stadtteil Stühlinger. Nach dem Umzug nach Freiburg zog sich Welte weitgehend aus dem Geschäft zurück, da er mit gesundheitlichen Problemen zu kämpfen hatte.